# 2012 TC4
2012 TC4 est un astéroïde géocroiseur de type Apollon découvert en 2012 qui est passé près de la Terre, à une distance minimale de 50 150 km, le 12 octobre 2017 à 5 h 42 UTC. Il a été observé pour la première fois par le programme Pan-STARRS de l'observatoire du Haleakalā sur l'île d'Hawaï aux États-Unis. Selon l'époque de septembre 2017, il présente un DMIO de 0,000 12 UA (18 000 km).

## Dernières données
Le 12 octobre 2017 à 5 h 42 UT, l'astéroïde est passé à 0,000 335 2 UA (50 150 km, 31 160 mi) de la Terre. Les observations réalisées entre juillet et octobre ont réduit la plage d'incertitude à environ 15 km. L'astéroïde présente un taux de −4,11 sur l'échelle de Palerme, soit une chance sur mille d'impact avec la Terre sur les cent prochaines années. La table des risques du système automatisé Sentry et le système NEODyS montrent qu'il n'y a aucune chance d'impact avec la Terre avant le 12 octobre 2077.
On ne s'attendait pas à ce que l'astéroïde devienne suffisamment lumineux pour être détecté par les relevés astronomiques automatisés avant le début du mois de septembre, mais il a été repéré avec succès le 27 juillet 2017 par le Très Grand Télescope (VLT) — à une magnitude apparente de 26,8 — ce qui en fait l'une des captures d'astéroïdes de plus faible luminosité jamais réalisée. 2012 TC4 est devenu le premier astéroïde connu à être observé en croisant la Terre deux fois de suite à moins d'une distance Terre-Lune.
2012 TC4 atteint une magnitude apparente maximale de 12,9 juste avant son passage au plus près de la Terre, après quoi il va trop se rapprocher du Soleil pour rester visible au télescope.
Le radar a confirmé une taille de 10 à 20 m pour cet astéroïde.

## Approche de 2012
2012 TC4 a été découvert le 4 octobre 2012 à une magnitude apparente de 20,1 alors que l'astéroïde se trouvait à 0,03 UA (4 500 000 km, 2 800 000 mi) de la Terre. Au cours du passage rapproché de 2012, l'astéroïde a présenté un arc d'observation de 7 jours — entre le 4 octobre 2012 et le 11 octobre 2012 — impliquant une distance peu contrainte pour le point de passage rapproché de 2017. Avec un arc d'observation de 7 jours, l'astéroïde présentait — selon la règle des 3 sigmas — un passage le 12 octobre 2017 entre 0,000 088 18 et 0,002 896 UA (0,034 à 1,127 distance lunaire, 13 200-433 200 km, 8 200-269 200 mi) de la Terre. Les astronomes étaient certains qu'il ne passerait pas à moins de 6 800 km de la surface de la Terre. L'astéroïde a par le passé déjà survolé de façon rapprochée le système Terre-Lune, y compris l'approche à 0,000 634 UA (0,247 distance lunaire, 94 800 km, 58 900 mi) du 12 octobre 2012, qui permit de découvrir l'astéroïde.
Paul Chodas, du Centre d'études sur les objets géocroiseurs de la NASA et Vishnu Reddy du Laboratoire lunaire et planétaire de l'Université de l'Arizona ont vu dans le survol de 2017 — passant à l'intérieur de l'orbite de la Lune — une occasion de tester et d'affiner le réseau mondial de détection et de suivi des astéroïdes géocroiseurs conçu pour prévenir et avertir de la présence d'objets s'approchant de la Terre. Vishnu Reddy a coordonné la tâche impliquant plus d'une douzaine d'institutions dans le monde entier.

## Approche de 2017
L'astéroïde est retrouvé en 2017 grâce au Très Grand Télescope (VLT) le 27 juillet, à une magnitude apparente de 26,8 alors que l'astéroïde se trouve à 0,4 UA (60 000 000 km) de la Terre. Au moment du repérage, l'astéroïde présente une luminosité 100 millions de fois plus faible que ce qu'autorise l'œil nu et 500 fois plus faible que lorsqu'il fut découvert en 2012. À la suite des observations de repérage de 2017, il est déterminé qu'en date du 12 octobre 2017 à 5 h 42 UT, l'astéroïde passera à 0,000 335 2 UA (50 150 km, 31 160 mi) de la Terre. À 19 h 19 UT, l'astéroïde passe à 0,001 856 UA (277 700 km, 172 500 mi) de la Lune. La magnitude apparente de l'astéroïde culmine à un maximum de 12,9, mais reste trop faible pour pouvoir être vu sans télescope. Le passage rapproché à la Terre de 2017 a eu pour conséquence une augmentation de la période de révolution de l'astéroïde qui passe ainsi de 1,67 à 2,06 ans. L'astéroïde est passé à moins de 44 000 km de la Terre lors de son approche d'octobre 2017.

## Caractéristiques physiques
2012 TC4 mesure une dizaine de mètres de diamètre. Des études de la courbe de lumière de l'astéroïde réalisées en octobre 2012 ont permis de calculer une période de rotation de 0,203 8 h (soit 12 min et 14 s) avec une variation de luminosité de 0,93 (U=3-), ce qui est caractéristique d'une forme non sphérique. 2012 TC4 est un rotateur rapide, caractéristique plutôt typique d'un astéroïde de petite taille. Le rotateur le plus rapide actuellement connu est 2014 RC, un géocroiseur de taille similaire, avec une période de seulement 16 s.

## Caractéristiques orbitales

### Historique des passages rapprochés auprès de grands corps
| Date (UT)                 | Corps céleste | Distance en km (de centre à centre) | Incertitude en km | Vitesse relative en km/s |
| ------------------------- | ------------- | ----------------------------------- | ----------------- | ------------------------ |
| 13 octobre 1996           | Terre         | 753 000                             | ± 7 100           | 6,444                    |
| 13 octobre 1996           | Lune          | 530 000                             | ± 6 400           | 7,143                    |
| 3 mars 1997               | Terre         | 46 928 000                          | ± 5 400           | 4,190                    |
| 2 août 2009               | Terre         | 68 969 000                          | ± 520             | 7,039                    |
| 12 février 2010           | Terre         | 40 183 000                          | ± 1 300           | 14,640                   |
| 12 octobre 2012           | Terre         | 94 965                              | ± 0,32            | 7,123                    |
| 12 octobre 2012           | Lune          | 113 886                             | ± 0,67            | 6,773                    |
| 12 octobre 2017 – 5 h 42  | Terre         | 50 151                              | ± 0,39            | 7,6466                   |
| 12 octobre 2017 – 19 h 19 | Lune          | 277 697                             | ± 1,0             | 6,101                    |
| 29 décembre 2019          | Terre         | 34 466 000                          | ± 2 500           | 13,817                   |
| 30 septembre 2034         | Mars          | 7 475 000                           | ± 8 400           | 9,979                    |
| 19 octobre 2050           | Terre         | 1 781 000                           | ± 18 000          | 6,166                    |

### Modifications d'orbite
| Date             | Événement          | Demi-grand axe (UA) | Périhélie (UA) | Aphélie (UA) | Excentricité | Inclinaison (°) | Argument du périastre (°) | Nœud ascendant (°) |
| ---------------- | ------------------ | ------------------- | -------------- | ------------ | ------------ | --------------- | ------------------------- | ------------------ |
| 1er octobre 2012 | pré-approche 2012  | 1,2744              | 0,9015         | 1,6472       | 0,2926       | 1,4097          | 234,7282                  | 198,5560           |
| 12 octobre 2012  | approche 2012      | 1,3837              | 0,9115         | 1,8559       | 0,3413       | 1,2320          | 228,5354                  | 198,4622           |
| 30 octobre 2012  | post-approche 2012 | 1,3893              | 0,9305         | 1,8480       | 0,3302       | 0,8582          | 223,1271                  | 198,1033           |
| 1er octobre 2017 | pré-approche 2017  | 1,4155              | 0,9410         | 1,8901       | 0,3353       | 0,8566          | 221,8553                  | 198,0054           |
| 12 octobre 2017  | approche 2017      | 1,7076              | 0,9522         | 2,4630       | 0,4424       | 0,1693          | 218,4570                  | 193,6520           |
| 30 octobre 2017  | post-approche 2017 | 1,6492              | 0,9711         | 2,3273       | 0,4112       | 0,5327          | 248,6359                  | 208,5051           |
| 1er janvier 2050 | pré-approche 2050  | 1,6226              | 0,9688         | 2,2765       | 0,4030       | 0,5266          | 266,6192                  | 197,8009           |

### Galerie

Caractéristiques orbitales de 2012 TC4
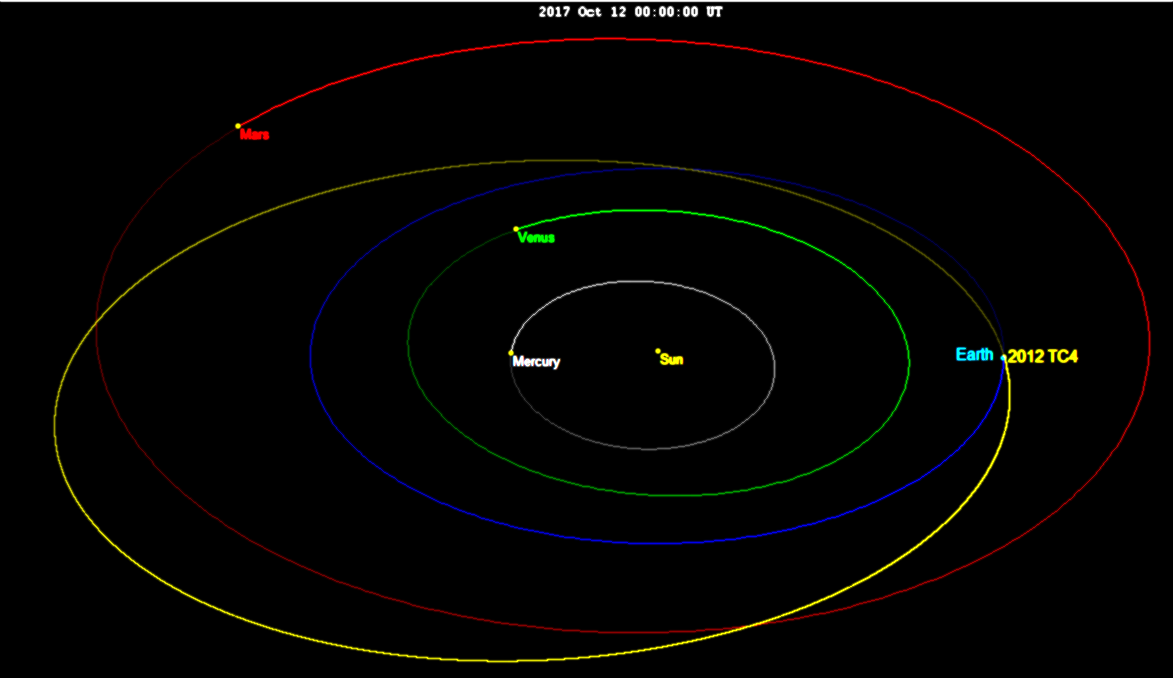
Le survol 2017 de 2012 TC4, orbite en jaune, au milieu des planètes du Système solaire interne.
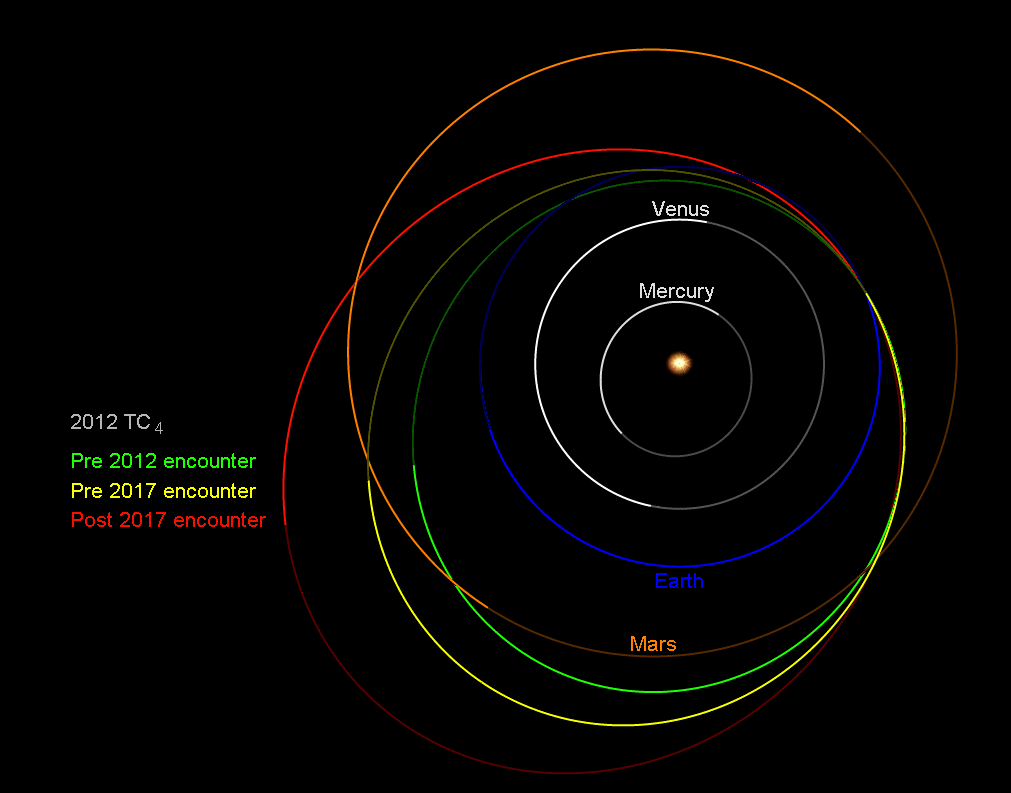
Les rencontres de 2012 TC4 d'avant 2012 à après 2017.
(Cliquer pour lancer l'animation) L'orbite de 2012 TC4 est perturbée par la gravitation terrestre. La Terre est en bleu. Pour référence, un satellite géosynchrone et la Lune figurent sur l'animation. Le parcours en vert de 2012 TC4 s'assombrit alors qu'il passe sous le plan de l'écliptique.